# Satanath Records
Satanath Records ist ein 2012 initiiertes russisches Independent-Label.

## Geschichte
Alexey Korolyov gründete Satanath Records am 1. Mai 2012. Als erste Veröffentlichung erschien das Debüt der von ihm gegründeten Band Abigorum. Seither veröffentlicht das Label verschiedenste Alben aus dem Musikspektrum des Metal. Insbesondere Interpreten des Black Metal und Doom Metal erschienen über Satanath Records. Dabei produziert Korolyov sowohl globale als auch regional für die GUS lizenzierte Musik. Vornehmlich veröffentlicht das Label als CD und bietet hinzukommend Unterstützung bei der Tonträger- und Merchandise-Gestaltung sowie im Management an. Enge Kooperation besteht mit dem belarussischen Label und Vertrieb GrimmDistribution und dem armenischen Label Funere.
Zu den populärsten über Satanath Records verlegten Bands zählen Interpreten wie Arch Enemy, Bloodbath, Burzum, Esoteric, Mayhem, Riverside, Rotting Christ, Sabaton, Shape of Despair, Six Feet Under, Swallow the Sun und Watain.

## Künstler (Auswahl)
- Abysmal Growls of Despair
- Arch Enemy
- Anthems of Isolation
- Bloodbath
- Burzum
- Enoch
- Esoteric
- Funeral Tears
- Gaahls Wyrd
- Gust in Grief
- Gvorn
- Mayhem
- Nazghor
- On Thorns I Lay
- Poezd Rodina
- Riverside
- Raventale
- Rotting Christ
- Sabaton
- Shamael
- Shape of Despair
- Sectasys
- Six Feet Under
- Sterbefall
- Suffer Yourself
- Swallow the Sun
- Thorns of Grief
- Verthebral
- Vitam et Mortem
- Watain
- Xoresth